# Xming

Xming ist ein Display-Server für X11. Ein Fenstermanager wird zusätzlich benötigt

Xming ist eine Implementierung eines X-Servers für Windows. Der Xming-Server basiert auf dem X.Org-Server und wird mit MinGW sowie POSIX-Threads kompiliert. (Xming basiert nicht auf der Cygwin-Emulation, ist also nicht mit Cygwin/X zu verwechseln.)
Xming kann mit SSH-Implementierungen wie PuTTY genutzt werden, so dass X11-Sitzungen verschlüsselt von entfernten Unix-Maschinen laufen können. Das Xming-Paket umfasst keine eigenen X-Clients.

## Lizenz
Die Lizenz von Xming ist je nach Bezugsort unterschiedlich. Auf der offiziellen Webseite wird beschrieben, dass alle Installationsprogramme und Komponenten, welche bei SourceForge herunterladbar sind, unter Public Domain veröffentlicht sind. Jene und andere Dateien und Dokumentation von der offiziellen Webseite dagegen stehen unter einer sehr restriktiven Lizenz, bei der alle Rechte vorbehalten sind. Potenzielle Nutzer aus dem kommerziellen oder öffentlichen Bereich müssen zunächst unter Angabe der Anzahl an Installationen eine individuelle Lizenz beantragen. Akademische Einrichtungen mit Gebühren müssen ebenfalls individuelle Lizenzen beantragen. Privatpersonen, welche die Software für zu Hause herunterladen möchten, müssen eine für ein Jahr gültige Lizenz bezahlen.
In früheren Versionen wurde die Software unter der GNU General Public License (GPL) veröffentlicht, machte jedoch zusätzliche Einschränkungen, was die GPL selbst nicht erlaubt. Nach einer diesbezüglichen Richtigstellung der Free Software Foundation (FSF) wurde der Hinweis auf die Verwendung der GPL entfernt.